# Pycnonotus sinensis
Pycnonotus sinensis е вид птица от семейство Pycnonotidae.

## Разпространение
Видът е разпространен във Виетнам, Китай, Лаос, Макао, Северна Корея, Тайланд, Хонконг, Южна Корея и Япония.